# Elgin (comtat de Lancaster)
Elgin és una concentració de població designada pel cens del Comtat de Lancaster (Carolina del Sud) als Estats Units d'Amèrica. Segons el cens dels Estats Units del 2000 tenia 2.426 habitants.

## Demografia
Segons el cens del 2000, Elgin tenia 2.426 habitants, 926 habitatges i 725 famílies. La densitat de població era de 191,2 habitants/km².
Dels 926 habitatges en un 39,8% hi vivien nens de menys de 18 anys, en un 59,9% hi vivien parelles casades, en un 15,6% dones solteres, i en un 21,6% no eren unitats familiars. En el 18,5% dels habitatges hi vivien persones soles el 5,4% de les quals corresponia a persones de 65 anys o més que vivien soles. El nombre mitjà de persones vivint en cada habitatge era de 2,62 i el nombre mitjà de persones que vivien en cada família era de 2,96.
Per edats la població es repartia de la següent manera: un 26,9% tenia menys de 18 anys, un 8% entre 18 i 24, un 32,7% entre 25 i 44, un 24,6% de 45 a 60 i un 7,7% 65 anys o més.
L'edat mediana era de 35 anys. Per cada 100 dones de 18 o més anys hi havia 90 homes.
La renda mediana per habitatge era de 45.391 $ i la renda mediana per família de 48.485 $. Els homes tenien una renda mediana de 35.893 $ mentre que les dones 21.512 $. La renda per capita de la població era de 16.576 $. Entorn del 6,5% de les famílies i el 9,7% de la població estaven per davall del llindar de pobresa.